# Spencer Sautu
Spencer Sautu (Zambia, 1994. október 5. –) zambiai válogatott labdarúgó, jelenleg a Green Eagles játékosa.